# OKC-3S 총검

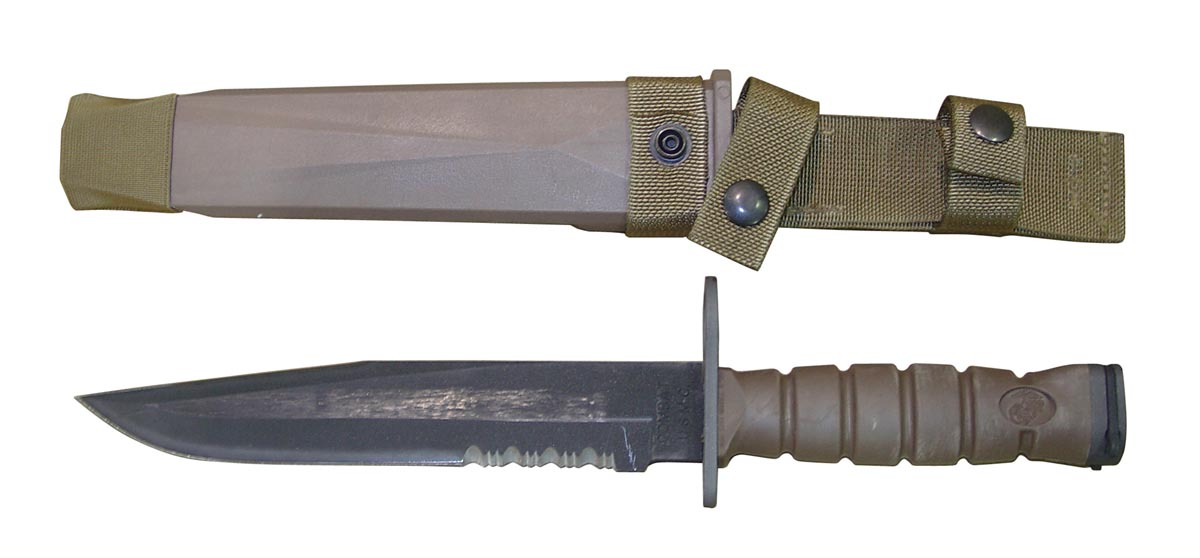

OKC-35는 미국의 해병대 총검이다. M9 총검의 전투 능력 부실로 인해 미국에서 즉각 M9의 생산을 중단하고 현재 생산하는 총검이다. OKC-3T는 훈련용 플라스틱 모델이다.